# Каролінська епоха

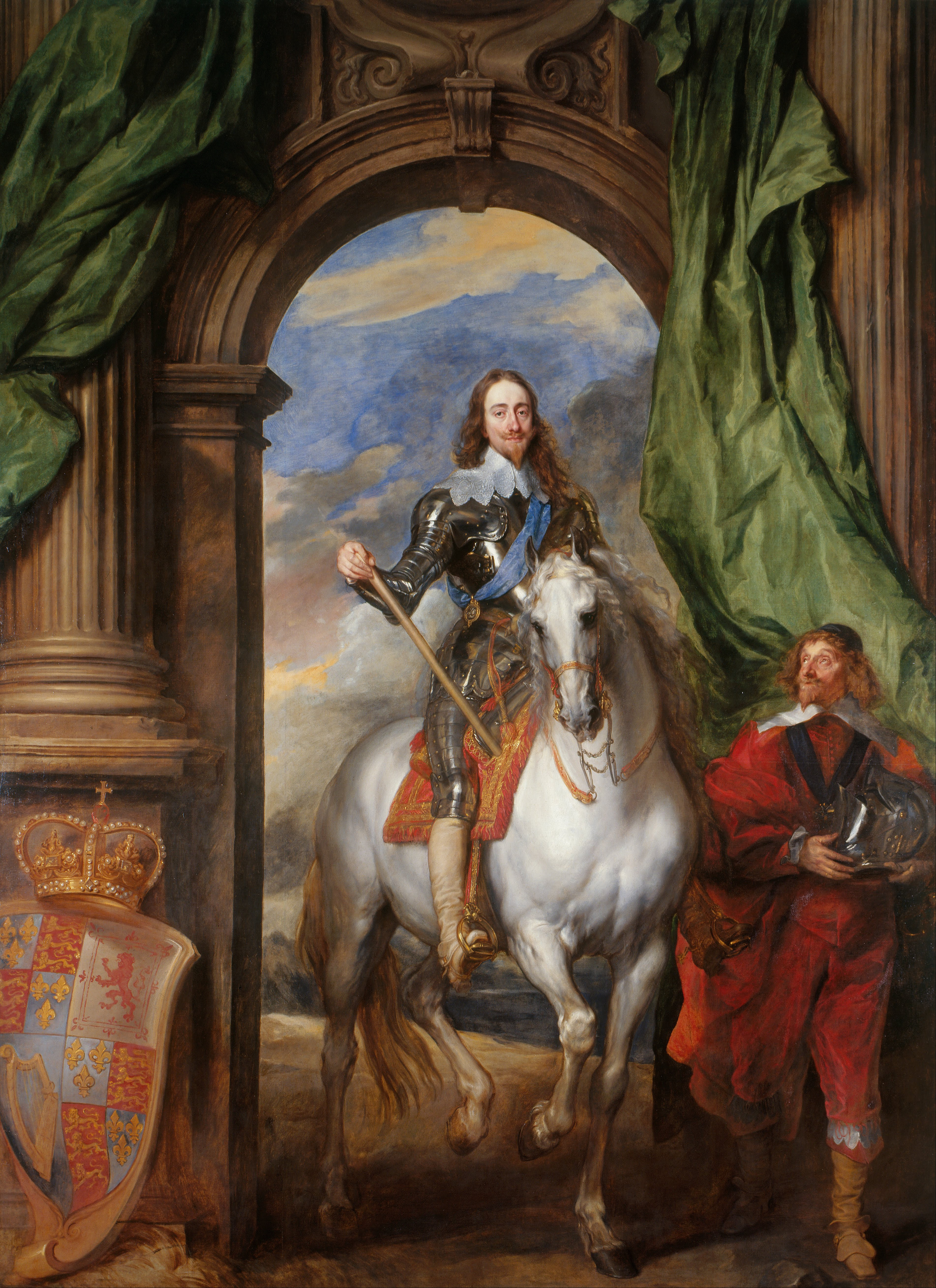
Король Карл I. Робота Антоніса ван Дейка

Каролінська епоха — період в історії Англії та Шотландії, що тривав протягом правління короля Карла I (1625—1649). Термін походить від латинського варіанту імені Карл — Carolus. Каролінська епоха настала після Яковіанської, коли правив король Яків I та VI (1603—1625) і передувала періоду міжцарів'я та реставрації.
У Каролінську епоху посилювалися релігійні, політичні та соціальні суперечності в суспільстві Англії та Шотландії — між королем та його прихильниками, відомих як Роялістська партія (The Royalist Party), з одного боку і парламентською опозицією (круглоголовими) з іншого. Тоді як у Європі тривала Тридцятилітня війна, в Англії існував нетривкий мир, який підривали громадянські конфлікти між королем та парламентом, що дедалі загострювалися.
Попри суспільні конфлікти, активно розвивалися мистецтво та наука. Також відбувалася колонізація Північної Америки: з 1629 по 1636 були засновані колонії Кароліна, Коннектикут, Меріленд та Род-Айленд. Продовжувався розвиток раніше заснованих колоній Вірджинія, Массачусетс та Ньюфаундленд. Пекотська війна в Массачусетсі була в 1636—1638 роках була першим масштабним конфліктом між колонізаторами Нової Англії та корінними жителями американського континенту.

## Мистецтво
Високе мистецтво розвивалося під патронатом короля, хоча драма перестала розвиватися за ідеалами Шекспірівської епохи. Усі види мистецтва зазнали значного впливу політичних і релігійних суперечностей та конфліктів. Патрік Коллінсон погоджується з тим, що пуританці досить підозріло і презирливо ставилися до витончених мистецтв. Едвард Чейні вважає, що католицьких патронів та митців було досить багато, і вони чинили значний вплив на розвиток мистецтва.

### Поезія

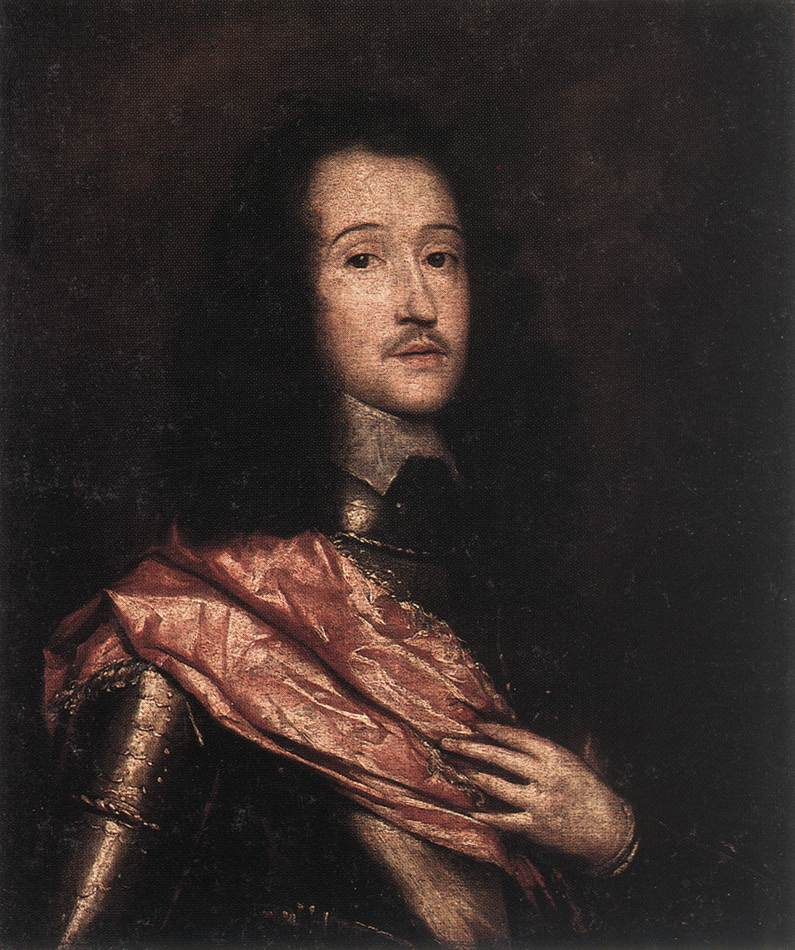
Поет-кавалер Річард Лавлейс

У Каролінську епоху відбувся розквіт поетів-кавалерів (серед них Томас Кері, Річард Лавлейс та Джон Саклінг) та поетів-метафізиків (Джордж Герберт, Генрі Воган, Кетрін Філліпс) — рухів, які заклали основи творчості Джона Донна, Роберта Герріка та Джона Мілтона.
Поезія кавалерів відрізнялася від традиційної поезії предметом, на який акцентувалася увага читача. Не зачіпаючи релігійні, філософські та мистецькі питання, поезія кавалерів прагне висловити радість і торжество більше, ніж поезія попередників. Наміром таких творів часто було просування королівської влади, і нерідко кавалери висловлювалися відкрито проти круглоголових. Більшість кавалерських творів мали алегоричні або класичні підґрунтя, опираючись на творчість Горація, Цицерона та Овідія. Використовуючи такі засоби, кавалери створювали поезію, здатну вразити короля Карла I. Поети-кавалери намагалися створити поезії, в яких водночас були би присутні і задоволення, і чесноти. У них було багато відсилок до поезії Античності. «Життя на повну» для поетів-кавалерів означало, серед іншого, матеріальні блага та отримання сексуального задоволення. Також для їхньої поезії була характерна платонічна любов, за якої чоловіки виявляли особливу, божественну любов до жінки.
Джордж Візер (1588—1667) був видатним поетом, памфлетистом, сатириком та автором гімнів. Його найвідоміша праця — «Спогад Британії» 1625 року, в якій він писав на різні теми, зокрема про політику та чуму. Візер засуджує тиранію, в якій тоді звинувачували короля. Також він пророкував лиха, які пізніше спіткали Англію та Шотландію.

### Театр

Королева Генрієтта Марія зі своїм гномом. Робота Антоніса ван Дейка

Театр Каролінської епохи зазнав падіння порівняно з добою Вільяма Шекспіра та Бена Джонсона, хоча деякі з їхніх наступників, особливо Філіп Мессінджер, Джеймс Шірлі та Джон Форд, намагалися цікавий та переконливий театр. Комедії Річарда Брума, написані ним у свої останні роки, отримали визнання критиків.
У Каролінську епоху в драмі ще використовували жанр маски. Цей жанр передбачав використання музики, танцю, співу та акторської гри, а також сценічного дизайну, за якого архітектурний фон та костюми розроблялися архітекторами (часто таку роль виконував Ініго Джонс), щоб створити алегорію, яка представляла би патрона. Професійних акторів та музикантів наймали для частин гри та співу. Часто акторами, які не брали участі у грі або співі, були придворні. На відміну від Яковіанської та Єлизаветинської драми, коли широка публіка могла спостерігати за сценічною грою, за Карла I такі виступи здійснювалися для вузького кола авдиторії у приватних палацах.
Великі витрати на маски (інколи їхня вартість могла сягати 15 тисяч фунтів) були однією із претензій, які парламент і суспільство висували королю та його двору.
Громадський театр у Лондоні продовжував розвиватися за яковіанською тенденцією, яка полягала у переході до вистав перед меншою публікою у менших, проте дорожчих місцях. Єдиним новим громадським театром у Лондоні був Театр Солсбері-корт, що був заснований 1629 року і діяв до закриття театрів у 1642 році. Сер Генрі Герберт, що мав посаду майстра гулянок (Master of the Reveals), був домінантною фігурою в театрі. Продовжувала діяти трупа King's Men, патронат над якою Карл I успадкував від батька, а в 1625 році була заснована трупа Queen Henrietta's Men, патроном якої була королева Генрієтта Марія. У 1638—1639 роках через епідемію чуми театри були закриті, а після заборони театрів Довгим парламентом у 1642 році вистави продовжувалися для приватних авдиторій.
В інших напрямах літератури, особливо у драматургії, дедалі менше наслідувалися тенденції попередніх періодів. 1632 року критик Генрі Рейнольдс опублікував свій твір «Мітоміст» (Mythomystes), у якому намагався імплементувати засади неоплатонізму в поезії.

### Живопис
Карла I порівнюють із королями Генріхом VIII та Георгом III як одного із найбільших колекціонерів творів мистецтва, а серед усіх монархів із династії Стюартів він сформував найбільшу мистецьку колекцію. Він вважав образотворче мистецтво одним зі шляхів репрезентації свого бачення монархії. Колекція короля відображала його естетичні смаки, які контрастували зі смаками тогочасних німецьких та габсбурзьких правителів. На момент смерті Карла I його колекція нараховувала 1760 творів мистецтва, зокрема картини Тиціана, Рафаеля та Корреджо. Карл I замовив розпис стелі Бенкетінг-гауза у палаці Вайтголл у Рубенса та картини у художників Нижніх країн, зокрема Герріта ван Гонтгорста і Деніела Мейтенса. 1628 року король купив колекцію герцога Мантуї Карла I, яку той продав через економічні негаразди у країні. 1632 року король відвідав Іспанію, де позував для портрета, написаного Дієго Веласкесом, проте ця картина була втрачена.
Будучи королем, Карл I намагався привести до Лондона провідних європейських художників. 1632 року король переконав оселитися в Англії Ораціо Джентілескі, а пізніше до країни переїхали його дочка Артемізія та деякі з його синів. Рубенс був особливою ціллю для Карла I: 1630 року він прибув до Англії із дипломатичною місією і написав портрет короля, а пізніше присилав йому інші картини із Антверпена. Рубенс був добре прийнятий під час свого 9-місячного візиту, і тоді ж його посвятили у лицарі. Придворним портретистом Карла I став Деніел Мейтенс.

#### Ван Дейк

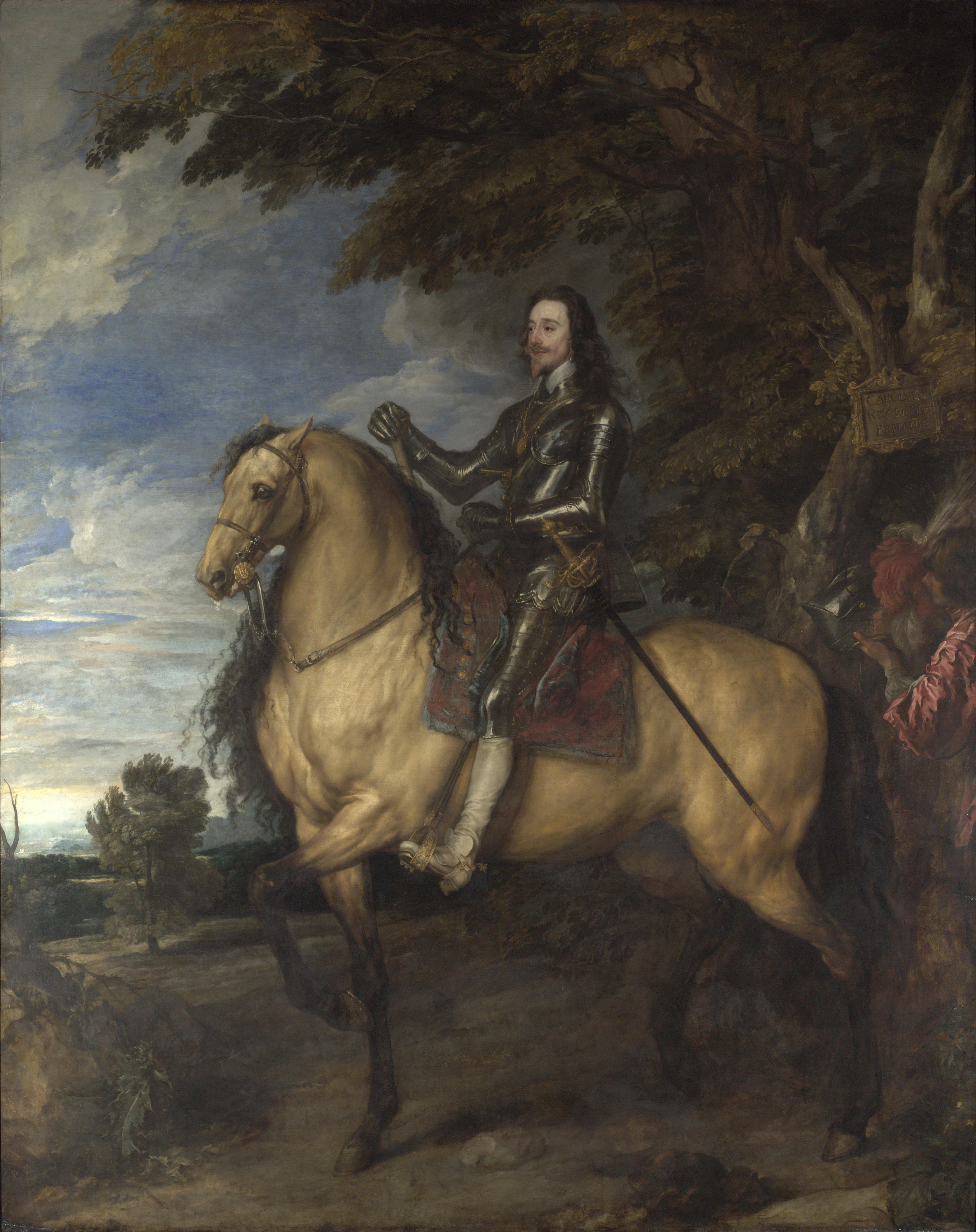
Антоніс ван Дейк. Кінний портрет Карла I, 1637—1638

Антоніс ван Дейк (призначений «художником короля» у 1633—1641) мав значний вплив на розвиток живопису в Англії. Часто перебуваючи в Антверпені і маючи тісні зв'язки із англійським двором, ван Дейк допомагав агентам короля у пошуках художників та картин для колекції. Також він надіслав Карлові I кілька власних робіт і 1632 року в Гаазі намалював сестру короля — Єлизавету Стюарт. Ван Дейк був посвячений у лицарі, отримував пенсію в розмірі 200 фунтів на рік, володів апартаментами на березі Темзи у Лондоні та в Елтемському палаці. У гранті про пенсію ван Дейк мав титул головного королівського художника (англ. principalle Paynter in ordinary to their majesties). Помешкання на березі Темзи (у районі Блекфраєрс) часто відвідували король та королева.
Ван Дейк написав низку портретів короля та королеви Генрієтти Марії, їхніх дітей та придворних. Багато з них були створені в кількох версіях і згодом слугували дипломатичними подарунками прихильникам короля. Ван Дейк започаткував стиль, який домінував у англійському живописі до XVIII століття. На багатьох його портретах наявний задній природний фон. Хоча ван Дейк створив «кавалерський» стиль, більшість його покровителів під час громадянської війни стали на бік парламенту.
Після смерті ван Дейка у 1641 році на посаді головного королівського художника його замінив Вільям Добсон. Він копіював роботи Тиціана та ван Дейка, наявні у Королівській колекції.

### Архітектура

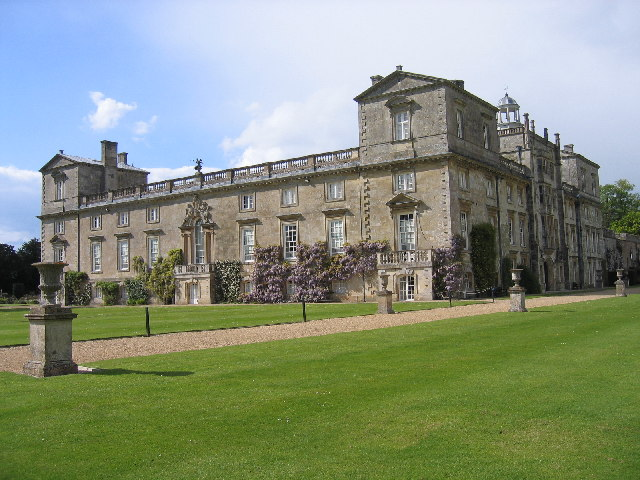
Вілтон-гауз

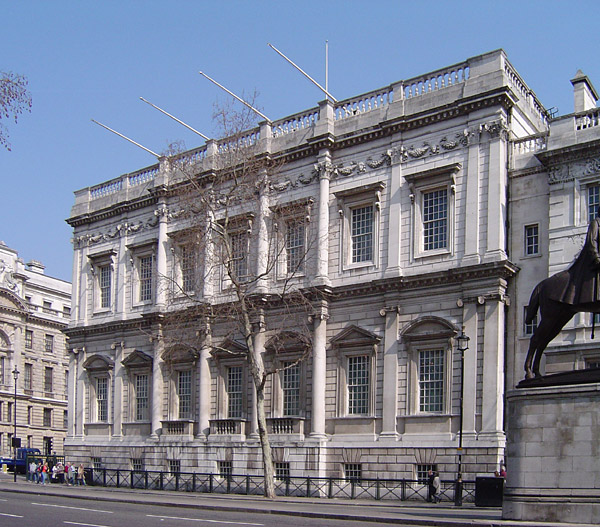
Бенкетинг-гауз, палац Вайтголл, Лондон

Класична архітектура, популярна на той час в Італії та Франції, поширилася на Англію та Шотландію в Каролінську епоху. На той час ренесансна архітектура вже покинула Велику Британію. Цей стиль на Великій Британії був імплементований як палладіанство, а найвидатнішим архітектором стилю був Ініго Джонс. Джонс подорожував Італією разом із графом Арундел «Колекціонером» у 1613—1614 роках. Палладіанство Джонса, його сучасників і пізніше послідовників був стилем великих фасадів, а математичні формули, за якими розраховували розміри, не застосовували строго. Більшість заміських будинків у Англії, зведені між 1640 та 1680 роками, як-от Вілтон-гауз, побудовані в цьому стилі. Такий стиль загалом наслідує риси палладіанства Джонса, який так збудував Квінз-гауз у Гринвічі, Бенкетинг-гауз у Вайтголлі (офіційна резиденція англійських монархів у 1530—1698 роках) та незавершена нова резиденція Карла I у Лондоні.

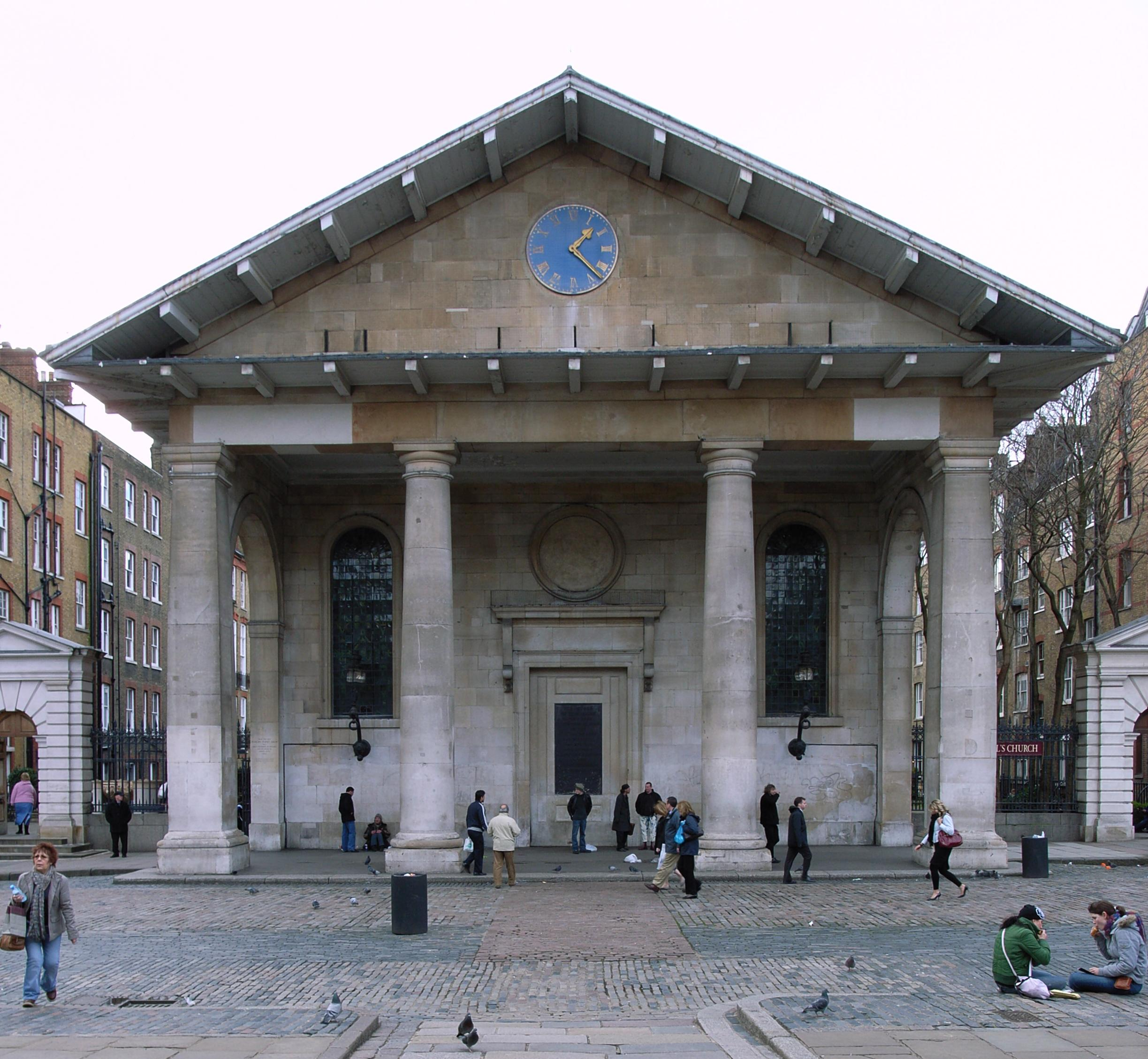
Церква Святого Павла у Ковент-гардені

Церква Святого Павла Джонса у Ковент-Гардені (1631) — перший повністю новий храм в Англії з часів Реформації і загалом наслідував тосканський ордер, описаний Вітрувієм.
Джонс був впливовою фігурою при дворі. Більшість великих будівель Каролінської епохи зведені у стилі, який історик Джон Саммерсон назвав «ремісничим манеризмом». Цей стиль розвинувся із яковіанської архітектури під керівництвом переважно лондонських архітекторів, які продовжували працювати у гільдіях (іноді їх ще називали ліврейними компаніями). Часто імена архітекторів та дизайнерів залишаються невідомими, тому в більшості випадків замовники споруд відігравали значну роль у їхньому оформленні. Одним із найвидатніших англійських скульпторів того часу був каменяр Ніколас Стоун, який також співпрацював з Ініго Джонсом. Джон Джексон (пом. 1663) працював у Оксфорді і звів там багато прибудов до тамтешніх коледжів.

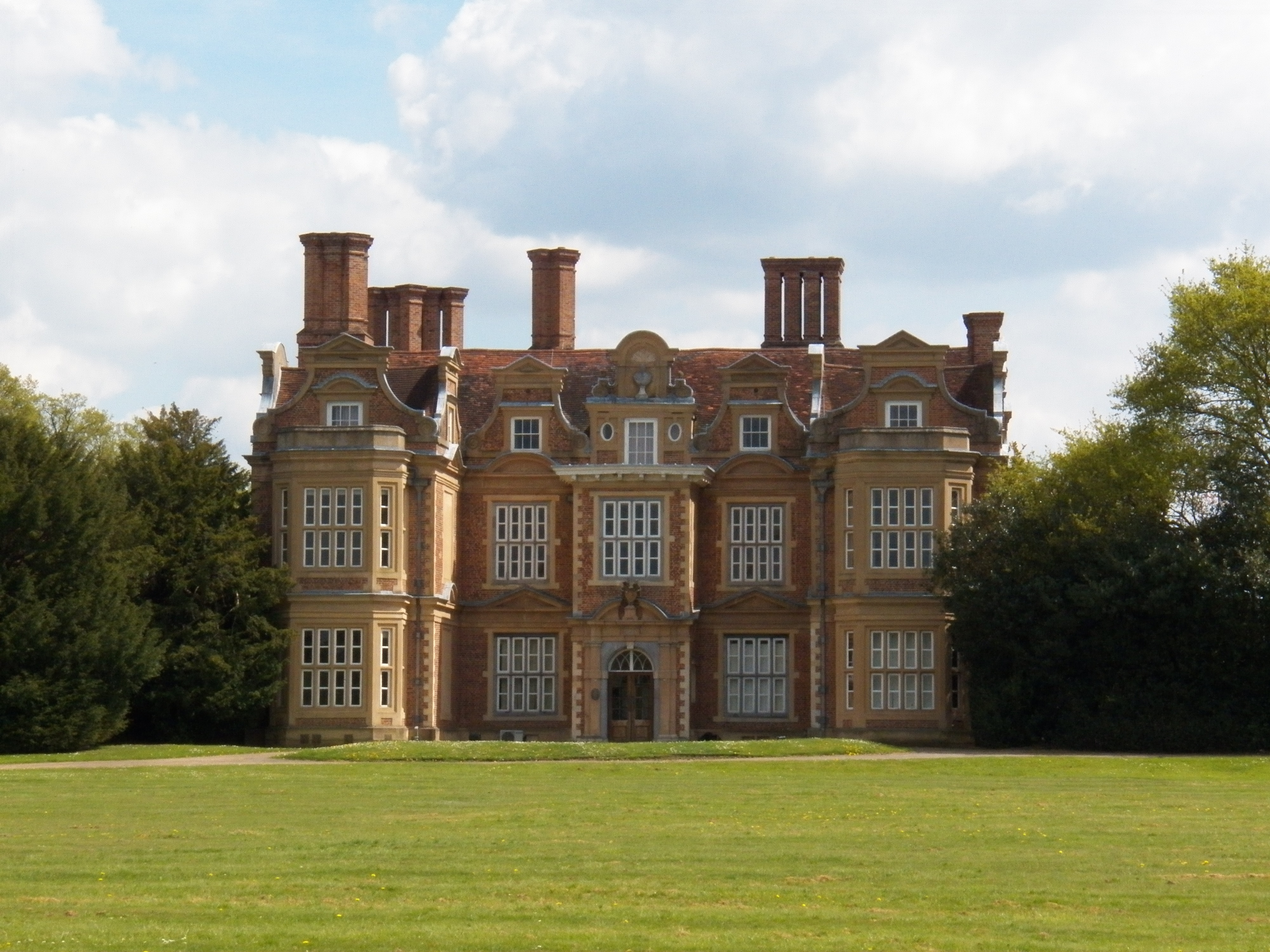
Свекеліз-гауз на заході Лондона, зведений 1638 року

Після страти Карла I палладіанський стиль, який просував Ініго Джонс, занепав, оскільки більшість тих, кому він подобався, були придворними короля. Після реставрації Стюартів значного поширення набув стиль бароко.

## Наука

### Медицина

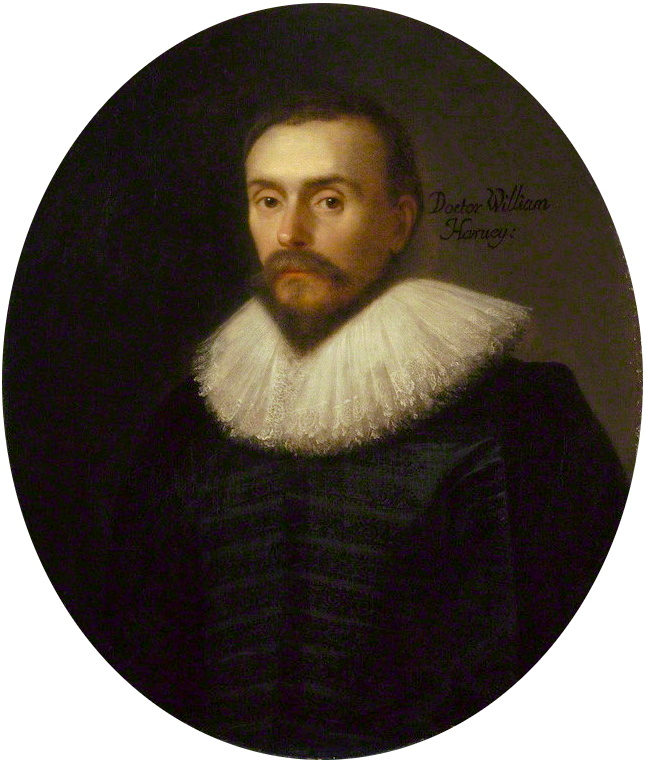
Вільям Гарвей

Медицина зазнала значного розвитку завдяки публікації Вільямом Гарвеєм у 1628 році праці «Про рух серця і крові у тварин» (Exercitatio Anatomica de Motu Cordis et Sanguinis in Animalibus) про циркуляторну систему. Тоді праця отримала негативні і дуже критичні відгуки, але з часом ставлення до неї покращувалося.
Окультист Роберт Фладд, протидіючи медичному прогресові, продовжив публікацію серії своїх праць, розпочатої ще за Якова I. 1626 року з'явилася його Philosophia Sacra, 1629 і 1631 вийшли дві частини Medicina Catholica. Його остання знакова праця, Philosophia Moysaica, була опублікована після його смерті.

### Філософія
Революція в мисленні, яка пов'язує Френсіса Бекона (1561—1626) зі створенням Королівського товариства у 1660 році, відбулася в Каролінську епоху. Беконова «Нова Атлантида» була вперше надрукована англійською в 1627 році та сприяла розвитку нової парадигми мислення серед сприйнятливих індивідів. Діячі, які заснували Королівське товариство, в цей період були школярами та студентами, хоча Джон Вілкінс уже публікував свої ранні праці про Коперниківську революцію — «Відкриття світу на Місяці» (The Discovery of a World in the Moon, 1638) та «Розмова про нову планету» (A Discourse Concerning a New Planet, 1640).
За відсутності наукових інституцій та організацій, каролінські науковці, протонауковці та натурфілософи об'єднувалися в неформальні групи, часто під соціальним та фінансовим патронатом співчутливого аристократа. Такий феномен існував і за попередніх монархів — Єлизавети I та Якова I, коли такі групи утворювалися навколо Генрі Персі, 9-го графа Нортумберленд. Каролінські науковці збиралися так само. У цей період популярними були такі філософські теорії як алхімія, астрологія, неоплатонізм, кабала та симпатична магія.
Філософ Томас Гоббс почав писати про свої філософські концепти ще в Каролінську епоху, хоча його праці були опубліковані вже після її завершення.

### Математика
У галузі математики 1631 року були опубліковані дві знакові праці: Artis analyticae praxis Томаса Герріота (опублікована за 10 років після смерті) та Clavis mathematicae Вільяма Отреда. Обидві праці стали вагомими в математичній науці, зокрема, ними було запроваджено використання символа {\displaystyle \times } для множення та (::) для ділення.

## Релігія

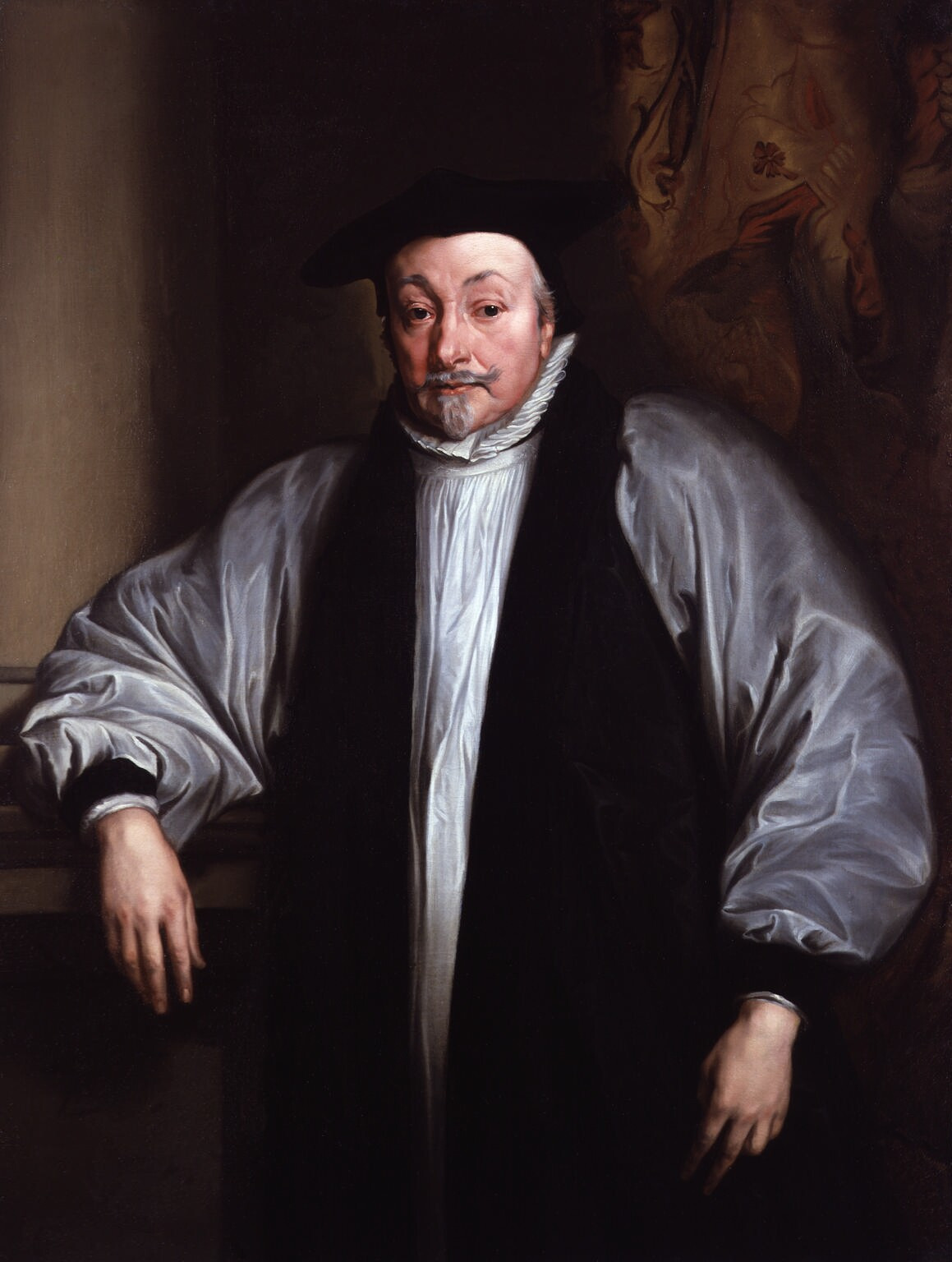
Архієпископ Вільям Лод

Незалежно від релігійних вчень чи політичних переконань, абсолютна більшість жителів усіх трьох королівств (Англія, Шотландія, Ірландія) вірили, що «добре керована» монархія походила від божественної волі. У суспільстві сперечалися, що означає «добре керована» монархія, а також щодо того, хто має виняткове право вирішувати релігійні питання. Єпископаліанці (Episcopalians) загалом підтримували церкву, якою керують єпископи, яких призначав король і які відповідали перед ним. Пуритани вважали, що король повинен відповідати перед релігійними лідерами, яких призначали відповідні конгрегації.
Каролінська епоха була періодом інтенсивних дискусій щодо релігійної практики та літургії. Тоді як Церква Шотландії була переважно пресвітеріанською, обставини в Англії були більш складні. «Пуритан» було загальним терміном для всіх, хто хотів реформувати, або «очистити» (purify), Церкву Англії; пуритани ділилися на багато різних між собою груп. Пресвітеріанці мали найбільший вплив у Парламенті, хоча були й інші об'єднання, як-от конгрегаціоналісти та індепенденти. Тісні зв'язки між релігією та політикою додавали загальній ситуації ще більшої складності; єпископи засідали в Палаті лордів, де вони часто блокували парламентську законодавчу діяльність.
Хоча король Карл I був непохитним протестантом, багато хто, навіть серед тих, хто підтримував єпископаліанство, виступали проти ритуалів Високої церкви, які король прагнув встановити в Англії та Шотландії, оскільки такі ритуали були католицькими і викликали значну підозрілість та недовіру в суспільстві. Існувала низка причин такого становища. По-перше, тісний зв'язок політики та релігії в XVII столітті означав, що зміни в одній із цих сфер життя суспільства означали зміни і в іншій. По-друге, в період Тридцятилітньої війни такий стан викликав занепокоєння, пов'язане з тим, що король не зміг організувати підтримку протестантських сил з боку Англії в боротьбі із католицькими державами.
Карл I тісно співпрацював із архієпископом Вільямом Лодом у питаннях реорганізації влади, зокрема, підготовки видання нової Книги спільних молитов. Історики Кевін Шерп та Джуліан Дейвіс вважають, що Карл був головним ініціатором релігійних змін, а Лод забезпечував призначення відповідних єпископів, як-от Роджер Манварінг та Роберт Сібторп.
Шотландський опір каролінським реформам припинився після єпископських війн 1639 та 1640 років, внаслідок яких єпископів вигнали із Церкви Шотландії, тоді як було встановлено ковенантський уряд. Наслідуючи Національний Ковенант 1643 року, англійські та шотландські делегати зібралися на Вестмінстерській асамблеї, скликану за постановою Довгого парламенту, щоб створити об'єднану Пресвітеріанську церкву Англії та Шотландії. Проте згодом такий проєкт став лише пропозицією, навіть за домінування пуритан у Довгому парламенті, а 1647 року його повністю відкинули.

## Зовнішня політика
Король Яків I (1603—1625) виступав за мир не тільки в його трьох королівствах, а і в усій Європі. Європа була значно поляризована і перебувала на межі початку Тридцятилітньої війни між невеликими протестантськими державами і католицькими імперіями. На католицизм в Іспанії, як і на імперію Фердинанда II, голови дому Австрійських Габсбурґів та імператора Священної Римської імперії, значно вплинула Контрреформація. Метою католицьких держав було викорінення протестантизму на своїй території.
Карл I успадкував слабкий флот, і в перші роки правління багато кораблів були захоплені берберськими корсарами, які діяли за кошт Османської імперії і полонені яких ставали рабами. Корсари проводили рейди на узбережжі Великої Британії, зокрема, великий набіг стався в серпні 1625 року поблизу Корнуоллу, і на 1626 рік 4500 британців були рабами у Північній Африці. Кораблі корсаків діяли навіть у британських водах, і до 1640-х років парламент почав уживати заходів для викупу заручників у турків.

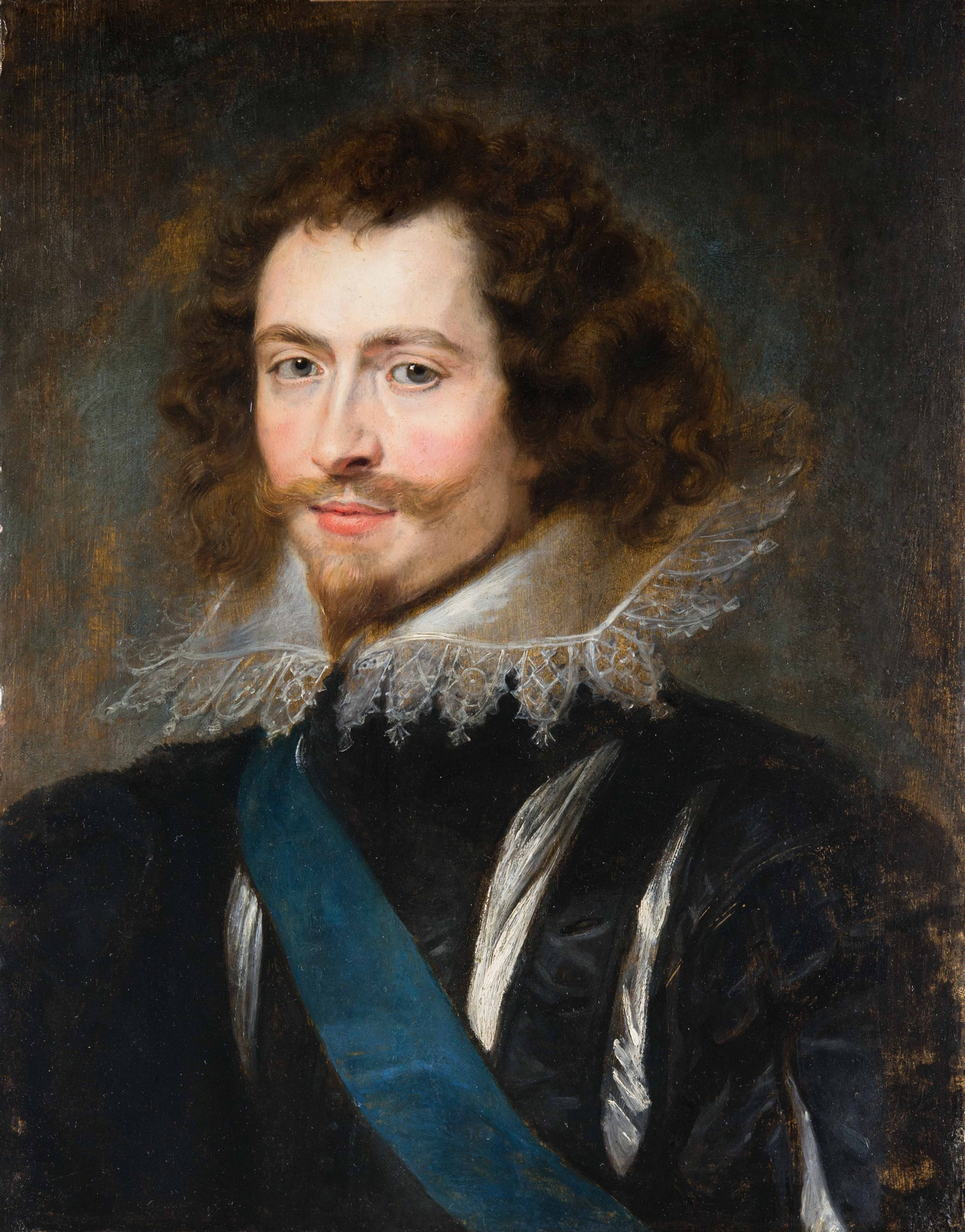
Джордж Вільєрс, 1-й герцог Бекінгем

Герцог Бекінгемський (1592—1628) мав широкі владні повноваження і фактично виконував їх замість короля. Він прагнув до союзу з Іспанією. Разом зі ще тоді принцом Карлом він у 1623 році поїхав до Іспанії, щоб домогтися одруження принца із інфантою. Проте Іспанія висувала умови, щоб король Яків I відкинув нетолерантність до католицтва, або ж шлюб укладений не буде. Герцог Бекінгем та принц Карл були принижені, і герцог став одним із тих, хто найбільше виступав за війну проти Іспанії. Водночас протестантські князі підтримували Англію як найсильнішу серед протестантських держав і таким чином намагалися заручитися її підтримкою. Дочка Якова I Єлизавета стала королевою-консортом Богемії за шлюбом із Фрідріхом Пфальцьким, який став зятем короля і воював проти Відня. Тридцятилітня війна розпочалася у 1618 році, коли габсбурзький імператор вигнав нових короля та королеву Богемії та стратив їхніх прихильників. Католицька Баварія почала вторгнення у Пфальц, і зять Якова I звернувся по його військову допомогу. Король остаточно усвідомив, що його політика мала зворотній ефект, і відмовився допомагати. Він успішно вберіг Англію від участі у європейській війні, яка тривала три десятиліття. Інший план Якова I полягав у тому, щоб одружити принца Карла із французькою принцесою-католичкою, яка принесла би солідне придане. Парламент та британці виступали категорично проти будь-яких шлюбів із католиками, вимагали негайно розпочати війну проти Іспанії, а також підтримували протестантів у війні в континентальній Європі. Яків I відкинув думку і еліт, і населення, а парламент відповідно скоротив фінансування короля.
Король Карл I довіряв герцогу Бекінгемському, який у той час став доволі багатим, проте зазнав невдачі у зовнішній та військовій політиці. Карл I наказав герцогові провести військову кампанію проти Іспанії у 1625 році. Ця експедиція стала тотальним фіаско через велику кількість солдатів, які померли від хвороб та голоду. Герцог був також на чолі іншої військової кампанії в 1627 році, яка також зазнала тотального розгрому. Через це його незлюбили, а репутації короля було завдано значної шкоди. Англійці зраділи, коли в 1628 році кат Джон Фелтон стратив герцога.
Одинадцятирічний період між 1629 та 1640 роком, коли Карл I правив одноосібно без парламенту, відомий як Особисте правління (Personal Rule), або Одинадцятирічна тиранія. У цей період держава не мала коштів для ведення війни, тому мир був міцним. Оскільки парламент надалі не хотів фінансувати військові кампанії короля, 1629 року Карл I уклав мир із Францією та Іспанією. Відсутність коштів для війни, внутрішній конфлікт між королем та парламентом призвели до того, що увага Англії була відвернута від європейських справ, що, у свою чергу, призвело до поразок протестантських сил. Тому основним вектором зовнішньої політики Англії залишався союз із Нідерландами, хоча англійські полки також воювали за Швецію. Відмова королів Якова I та Карла I від участі в континентальних війнах була однією з найпозитивніших для Англії рис їхнього правління. Попри це в 1627—1629 роках Англія вела незначну війну проти Франції, в якій підтримала гугенотів у боротьбі проти короля Людовика XIII.
У 1600—1650 роках Англія здійснила кілька спроб колонізувати Гаяну на півночі Південної Америки, проте всі спроби зазнали невдачі, і ці землі (Суринам) остаточно відійшли до Нідерландів у 1667 році.

## Колоніалізм
З 1620 по 1643 релігійні невдоволення, більшою мірою з боку пуритан і тих, хто звинувачував короля у нібито католицьких нахилах, призвели до масштабних добровільних еміграцій, відомих як Велика міграція (The Great Migration). Із близько 80 тисяч емігрантів із Англії близько 20 тисяч поселилися в Північній Америці, де головною ціллю була Нова Англія. Колоністи в Новій Англії були переважно родинами, які мали певну освіту і переважно вели заможне життя у метрополії.

### Кароліна
1629 року король Карл I дав своєму генеральному прокуророві, серу Роберту Гіту, регіон навколо річки Кейп-Фір на території сучасних Сполучених Штатів. Ці землі були інкорпоровані і названі Кароліною на честь Карла I. Згодом Гіт продав територію Генрі Говардові, графові Арундел. Перші постійні поселенці прибули до Кароліни за правління короля Карла II.

### Меріленд

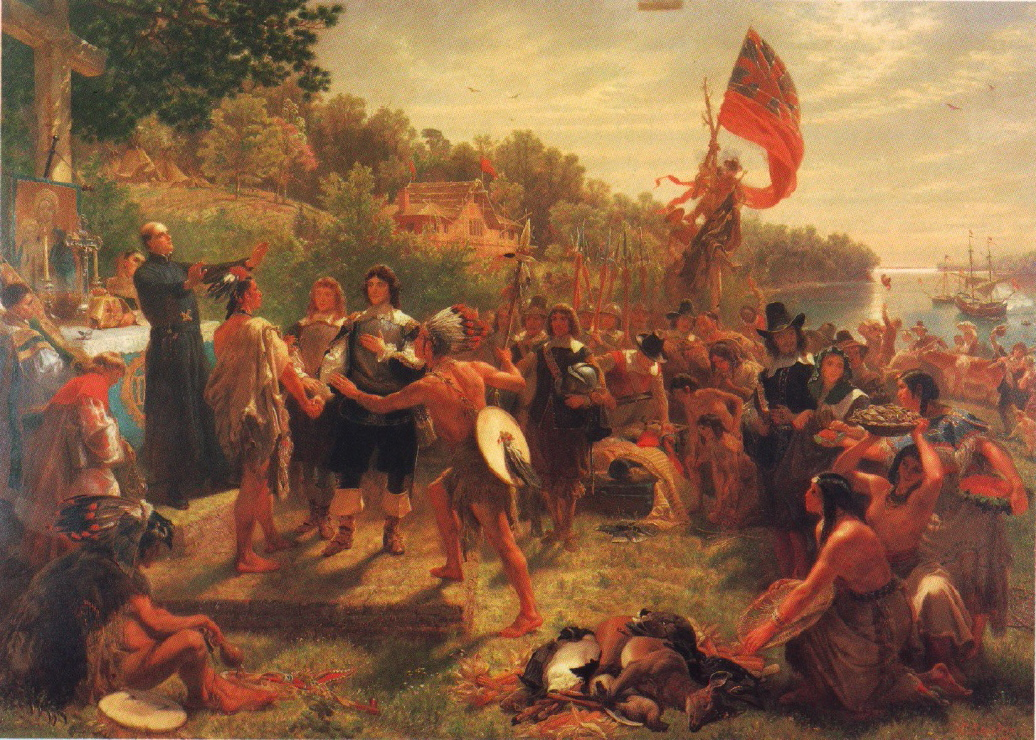
Заснування Меріленду. Картина Емануеля Лойце

1632 року Карл I видав статут пропрієтарної колонії Меріленд площею близько 12 млн акрів (49 000 км2) римо-католицькому баронові Сесілу Калверту, який прагнув утілити ідею свого батька, 1-го барона Калверта, із заснування колонії, в якій католики могли б жити спільно із протестантами. На відміну від королівського статуту Кароліни, статут Меріленду не містив жодних згадок про релігію майбутніх поселенців. Проте передбачалося, що католики будуть могти безперешкодно проживати в колонії. Нова колонія була названа на честь католички за віросповіданням Генрієтти Марії Французької — дружини Карла I та його королеви-консорт.
Рішення про заснування колонії саме в цьому місці було стратегічним, оскільки король прагнув мати володіння на північ від річки Потомак. Колонію Нові Нідерланди заснував один із найбільших імперіалістичних суперників Англії — Республіка Об'єднаних провінцій Нідерландів, яка претендувала на всю долину річки Делавер і навмисно чітко не встановлювала кордон із англійською Вірджинією. Король Карл не погоджувався із претензіями Нідерландів на узбережжя Атлантики і намагався посилити англійські претензії, офіційно окуповуючи ці території.
Лорд Балтімор запрошував до Меріленду і католиків, і протестантів, часто пропонуючи їм великі землеволодіння та обіцяючи віротерпимість. У новій колонії було запроваджено правило гедрайту, яке вперше було застосоване у Джеймстауні, відповідно до якого поселенці отримували 50 акрів (20 га) землі на кожну особу, завезену до колонії. Проте із близько 200 перших поселенців, які прибули на кораблях Ark та Dove, більшість були протестантами. Римо-католики на чолі із єзуїтом Ендрю Вайтом, які складали меншість, співпрацювали із протестантами на чолі з Леонардом Калвертом, братом 2-го барона Балтімор, з метою створення нового поселення — Сент-Меріс-Сіті. Воно стало першою столицею Меріленду. Зараз це місце вважається «місцем народження» свободи віросповідання у США і першим місцем у Північній Америці, створеним за особливим мандатом як місце і для католиків, і для протестантів. Однак римо-католиків заохочували стримано ставитися до своєї віри, щоб не провокувати конфліктів із протестантами.
Релігійна толерантність надалі залишалася основною ціллю, до якої прагнули засновники колонії. На перших законодавчих зборах провінції Меріленд у 1649 році було прийнято закон, який закріпив віротерпимість. Пізніше, у другій половині XVII століття, католицизм у Меріленді був оголошений поза законом, і віротерпимість була скасована. Її було відновлено після Американської революції другої половини XVIII століття.

### Коннектикут
На початку існування колонія Коннектикут являла собою декілька невеликих поселень у Віндзорі, Ветерсфілді, Сейбруці, Гартфорді та Нью-Гейвені. Перші англійські поселенці прибули до Коннектикуту в 1633 році і поселилися у Віндзорі. Джон Вінтроп-молодший із Массачусетсу отримав наказ створити у гирлі річки Коннектикут колонію Сейбрук.
Основна частина поселенців — пуритани із колонії Массачусетської затоки на чолі з Томасом Гукером — прибули в 1636 році і заснували колонію Коннектикут у Гартфорді. Колонія Нью-Гейвен була заснована Джоном Дейвенпортом, Теофілом Ітоном та іншими у 1638 році. Ця колонія мала власну конституцію «Фундаментальна згода колонії Нью-Гейвен», затверджену 1639 року.
Поселенці часів Каролінської епохи були кальвіністами і намагалися відокрмитися від Церкви Англії. Більшість із них емігрували до Нової Англії під час Великої міграції. Заснування цих індивідуально незалежних поселень не було санкціоновано Короною. Офіційне їх визнання не відбулося навіть до кінця правління Карла II.

### Род-Айленд
Те, що пізніше отримало назву Колонія Род-Айленд та Провидентські плантації, було засновано у Каролінську епоху. У 1630-х роках дисентери із пуритан колонії Массачусетської затоки прибули сюди двома різними хвилями. Під час першої хвилі у 1636 році на чолі з Роджером Вільямсом було засновано місто Провіденс та сусідні поселення, як-от Кренстон. За рік інша група поселенців на чолі з Енн Гатчісон зайняла північну частину острова Аквіднек (тоді відомий як Род-Айленд).

### Барбадос
Після того, як португальські та іспанські відкривачі відвідали Барбадос, 14 травня 1625 року капітан Джон Пауелл проголосив острів володінням Якова I (на той час уже минуло 6 тижнів після його смерті). За два роки 80 поселенців із 10 рабами, завезені братом капітана, Генрі Пауеллом, зайняли острів. 1639 року колоністи заснували місцеву демократичну асамблею. Сільське господарство, яке спиралося на індентури (Indentures), починаючи із 1630-х років розвивалася на таких культурах як цукрова тростина, тютюн та бавовна.

## Завершення епохи

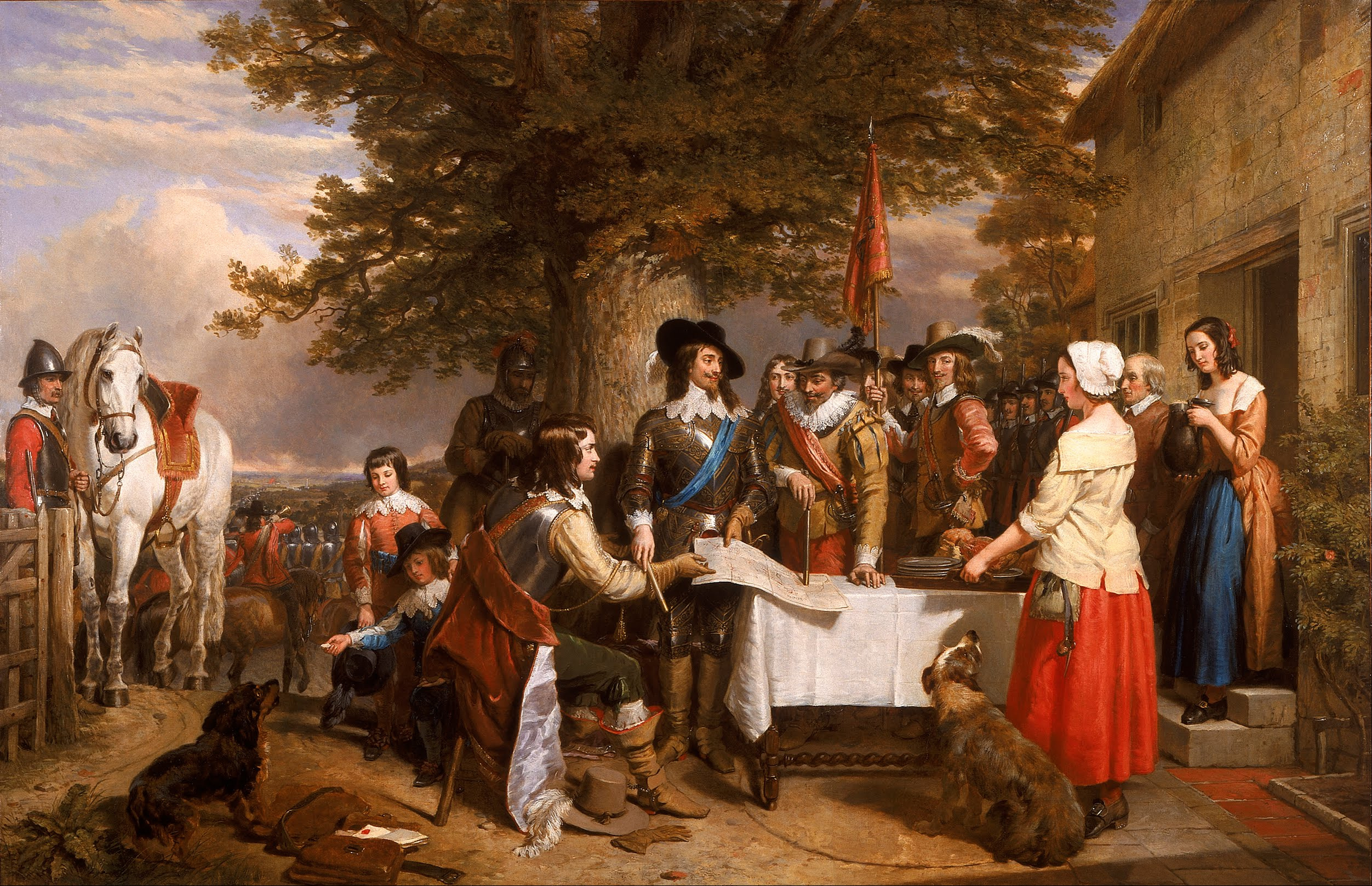
Король Карл I на військовій раді напередодні битви при Еджгіллі у 1642 році

Після невдалої спроби Карла I арештувати п'ятьох членів парламенту, яка сталася 4 січня 1642 року, король оголосив війну парламенту. Так в Англії почалася громадянська війна, в якій король одночасно протистояв арміям англійського та шотландського парламентів.
Головним серед тих, хто підтримував короля, був Рупрехт Пфальцький — син пфальцького курфюрста Фрідріха V та сестри Карла Єлизавети. Він був провідним серед роялістів під час громадянської війни. Також він був активним на флоті і засновником Королівської Африканської компанії та Компанії Гудзонової затоки, займався наукою та мистецтвом.
Після поразки Карла I у битві при Несбі у червні 1645 року він здався шотландській парламентській армії, яка зрештою передала його англійському парламентові. Перебуваючи ув'язненим у Гемптон-корті, король рішуче відкидав вимоги конституційної монархії. У листопаді 1647 року він утік із Гемптон-корту, проте незабаром був заново схоплений і ув'язнений у замку Карісбрук на острові Вайт.

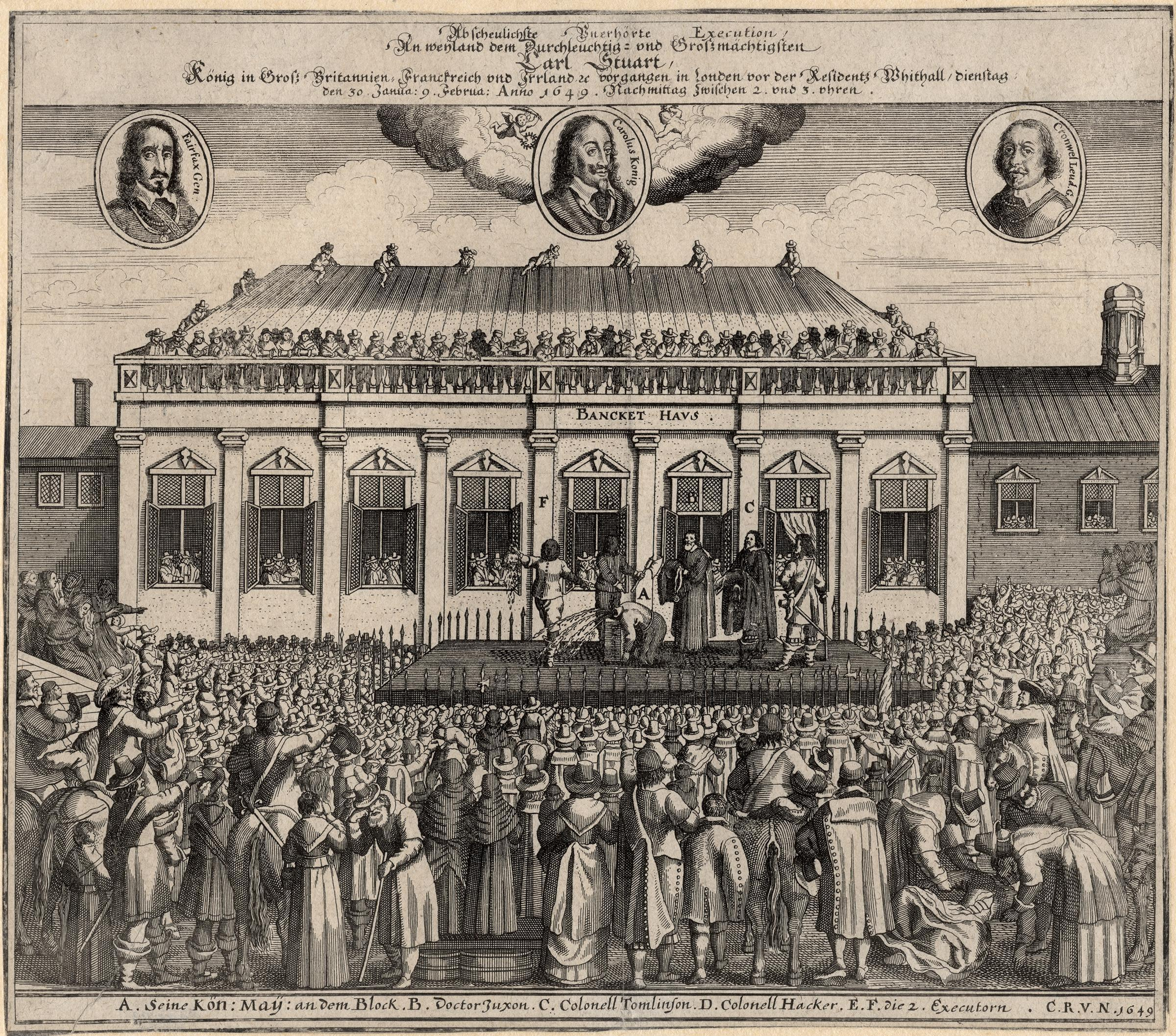
Страта Карла I в Бенкетін-гаузі 30 січня 1649 року

У Карісбруку Карлові, який все ще планував утечі, вдалося укласти союз із Шотландією, який ґрунтувався на обіцянці узаконити пресвітеріанство, і тому було заплановане шотландське вторгнення в Англію. Проте на кінець 1648 року армія нового зразка Олівера Кромвеля встановила контроль над майже всією Англією, і шотландська армія, яка розпочала вторгнення, була розбита у битві при Престоні, де 2000 солдатів Карла I були вбиті і 9000 — полонені. Після поразки Карл I був звинувачений у тиранії та державній зраді. Над ним провели суд, і в січні 1649 року він був страчений.
Він був страчений у Бенкетінг-гаузі — будівлі, яку король замовив в архітектора Ініго Джонса як першу частину свого нового королівського палацу.
Після завершення Каролінської епохи в Англії встановився протекторат Олівера Кромвеля. 1658 року Кромвель помер, його посаду успадкував син Річард. 1659 року він добровільно подав у відставку, а наступного року відбулася реставрація Стюартів, і на престол зійшов син Карла I Карл II.